# Pierre Mazel
Pour les articles homonymes, voir Mazel.
Pierre Mazel, né le 1er juin 1884 à Anduze et mort le 17 juillet 1965 à Lyon est un médecin et résistant français.
Professeur de médecine légale et de médecine du travail, il crée, à Lyon, le premier Institut universitaire de médecine du travail français. Il siège à l'Organisation internationale du Travail, à l'Organisation mondiale de la Santé et est membre correspondant de l'Académie nationale de médecine.
Incarcéré à la prison Montluc pendant l'été 1944 et témoin d'exactions des Allemands, il est, à sa libération, en tant qu'attaché au cabinet de Yves Farge, Commissaire régional de la république pour la Région Rhône-Alpes, chargé du Service de recherche des crimes de guerre ennemis et de la rédaction du Mémorial de l'oppression.

## Biographie

### Médecin et professeur de médecine
Pierre Mazel passe l'ensemble de sa carrière à Lyon ; il est, en 1908, interne des hôpitaux de cette ville et en 1913, titulaire du doctorat de médecine.
Dès la Première Guerre mondiale, il pose le jalons de la médecine du travail à travers la co-écriture de deux textes fondateurs de cette discipline : La main-d’œuvre nationale après la guerre (Mazel et Leclercq), Le rôle du médecin dans l'industrie après la guerre (Mazel, Leclercq, Dujarric de la Rivière). Mazel et Leclercq développent que la pénurie de main-d’œuvre prévisible, après guerre, pourra être compensée par l'emploi de l'ensemble des forces masculines en y incluant les individus de moindre « valeur sociale » qu'ils soient « tarés, mutilés, accidentés », l'inspiration eugéniste est modérée : il ne s’agit pas d’éliminer les déficients, mais de mieux les utiliser. Pendant sa campagne de mobilisation, il mène également des enquêtes sur les attaques par les gaz de combat (lors des attaques par vagues chlorées en 1915 et avec le nouveau toxique hypérite en 1917).
En 1930, Pierre Mazel crée, à Lyon, le premier Institut universitaire de médecine du travail français (IUMTL). Pendant le conflit 1939-1940, il est affecté au Ministère de l'armement en qualité d'inspecteur médico-social. En 1942, le médecin constitue la Société de médecine et santé au travail de Lyon dont il sera président.
Pierre Mazel est professeur de médecine légale à la Faculté de médecine de 1939 à 1945, de médecine légale et du travail de 1945 à 1946. Après avoir créé la chaire de médecine du travail, il en sera titulaire de 1946 à 1954,. De 1951 à 1954, il est président de la Commission Internationale pour la médecine du travail. Il siège à l'Organisation internationale du Travail, à l'Organisation mondiale de la Santé et est élu, en 1955, membre correspondant de l'Académie nationale de médecine, au sein de la division de médecine.

### Incarcéré par l'occupant à la prison Montluc
Pierre Mazel est arrêté par la Gestapo le 7 juillet 1944 lors d'une séance du Conseil de la Faculté de médecine de Lyon, vraisemblablement parce qu'en tant que médecin légiste il « avait trop vu et trop retenu » ou pour avoir aidé la résistance, en dehors de tout groupement. Incarcéré à la prison Montluc il y restera jusqu'à la libération de Lyon, le 23 août 1944, échappant de peu à la tuerie de Saint Genis-Laval et témoignera des sévices subis par ses camarades de captivité.

### Mémorial de l'oppression
À la suite des massacres de la gestapo au fort de Saint Genis-Laval et du départ de l'occupant, Yves Farge, Commissaire régional de la république pour la région Rhône-Alpes, charge, le 25 août 1944, Pierre Mazel de diriger la Délégation régionale du service de recherche des crimes de guerre ennemis, parfois également appelée Mémorial de l’oppression et de la rédaction du Mémorial de l'oppression. Pour ces fonctions, Pierre Mazel est attaché au cabinet du Commissaire de la république. Les travaux du Mémorial, consistant en un inventaire rigoureux des forfaits de l'occupant, avaient vocation à faire l'objet d'une large diffusion. Toutefois, bien que les enquêtes approfondies aient été conduites sur les départements de la région pour près de mille deux cents dossiers, seul le fascicule 1 (Lyon et département de l'Ain) sera finalement publié, en 1945.

### Distinctions
Pierre Mazel est chevalier du Mérite social, officier de l'Instruction publique, titulaire de la Croix de guerre 1914-1918.
Chevalier de la Légion d'honneur par décret du 1er septembre 1920, Pierre Mazel sera élevé à la dignité de Grand-officier de la Légion d'honneur le 18 janvier 1956,.

## Œuvres
Pierre Mazel est auteur ou préfacier de nombreux ouvrages, ne sont listés ici que quelques exemples significatifs pour la biographie.

### Auteur
- La Main d'oeuvre nationale après la guerre, Paris, Larousse, (1917) ; réédition (1967), avec Jules Leclercq préface de Édouard Herriot[13]
- L'orientation professionnelle, Paris, Éditions Flammarion, (1926), avec Jean Perret et Boris Noyer[14]
- Mémorial de l'oppression, Lyon, Commissariat de la république - Région Rhône-Alpes, (1945) ; réédition (1984)[15]

### Préfacier
- Atrocités nazies en France, (1944), préfacé par Yves Farge et Pierre Mazel[8]
- À Montluc, prisonnier de la Gestapo: Souvenirs de Raymond Leculier, 25 novembre 1943-25 août 1944, (1944), réédition (2006)[16]